# 거북섬 (부산)
송도 거북섬은 부산광역시 서구 암남동 129-4번지 송도해수욕장 동쪽 앞바다에 있는 바위섬으로, 면적은 3,129m2이다. 섬의 모양이 거북과 닮은 데서 붙여진 이름이다.
북쪽으로 소나무로 뒤덮인 송림공원과 마주하고 있으며, 서쪽으로는 부산에서 가장 오래된 해수욕장인 송도해수욕장이 있다. 이런 해안절경으로 거북섬은 1913년 일본인들에 의해 송도해수욕장이 개발되면서 유명하게 되었다. 서쪽 산언덕에서 이어지는 송도의 명물 케이블카와 송림공원 앞에서 섬을 잇는 구름다리(출렁다리)는 송도를 찾는 이에게 낭만과 추억의 명물로 기억되는데, 케이블카는 멈춰서 없어진 지 오래며 구름다리는 2002년 새로운 연륙교가 세워지면서 그 자취를 찾아보기 힘들게 되었다.
매년 여름 태풍의 피해가 반복되었던 거북섬 위의 콘크리트 구조물들은 이제 다 정비되어, 2006년이면 이 곳은 현재의 송도연안개발사업과 연계하여 송림공원과 함께 해안 친수공간이 조성됨으로써 송도관광지의 옛명성을 되찾는 일익을 담당하고 있다.

## 같이 보기
- 창경호 침몰 사고 - 1953년
- 태풍 캐틀린 - 1991년

## 관련 영상
- 송도 거북섬을 잇던 구름다리의 해체 영상자료 - 유튜브